# Quảng trường Đông Kinh Nghĩa Thục

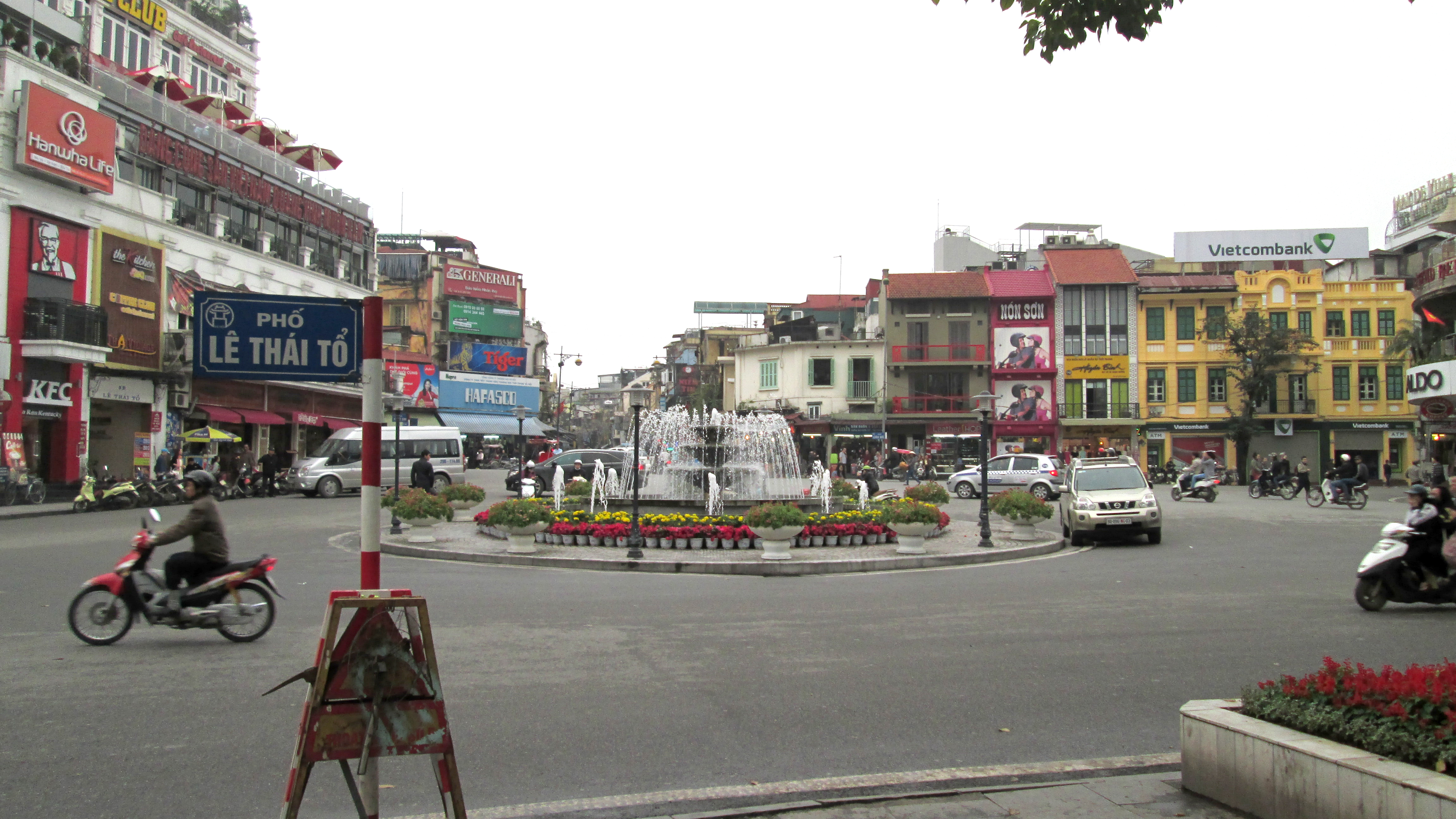
Quảng trường Đông Kinh Nghĩa Thục năm 2015

Quảng trường Đông Kinh Nghĩa Thục là một quảng trường ở phía Đông Bắc phường Hoàn Kiếm, Hà Nội.  Khu vực này trước đây vốn là một bãi đất hoang trồng dừa ven hồ Hoàn Kiếm nên người dân xung quanh thường gọi là Vườn dừa. Sau khi thực dân Pháp sang Việt Nam, quảng trường này được đổi tên thành Place Négrier. Quảng trường này từng là nơi những người yêu nước chống Pháp liên tục bị cho chém đầu, xử tử.

Hiện nay, khu vực quảng trường Đông Kinh Nghĩa Thục đã trở thành một phần của phố đi bộ Hồ Gươm, là nơi thường xuyên diễn ra các sự kiện văn hóa, nghệ thuật lớn của thành phố, thu hút sự tham gia của đông đảo người dân Hà Nội và du khách.

## Vị trí
Quảng trường Đông Kinh Nghĩa Thục nằm đối diện tòa nhà Hàm Cá Mập, là cửa ngõ vào phố cổ Hàng Ðào, Hàng Ngang, Hàng Ðường, Ðồng Xuân.

## Lịch sử
Tên gọi của quảng trường gắn liền với một phong trào yêu nước mang tên Đông Kinh Nghĩa Thục của các sĩ phu tại Hà Nội đầu thế kỷ 20. Khu vực quảng trường Đông Kinh Nghĩa Thục trước đây là một bãi đất hoang trồng dừa ven hồ Hoàn Kiếm nên người dân xung quanh thường gọi là Vườn dừa. Sau khi thực dân Pháp sang Việt Nam, quảng trường này được đổi tên thành Place Négrier. Thực dân Pháp đã xem trọng vị trí của quảng trường và coi đây như trung tâm của Hà Nội. Tuy nhiên, sự ưu ái đã kết thúc không lâu sau đó khi những người yêu nước chống Pháp bị chém đầu, xử tử ở ngay tại quảng trường.
Năm 1907, một số sĩ phu yêu nước Việt Nam như Lương Văn Can, Nguyễn Văn Vĩnh đã mở một trường học tư thục mang tên Đông Kinh Nghĩa Thục. Ngôi trường này chủ yếu dạy chữ Quốc ngữ miễn phí cho các học sinh thời Pháp thuộc. Không những là nơi để dạy học, sau đó ngôi trường còn trở thành một địa bàn hoạt động của các sĩ phu yêu nước khắp Hà Nội và một số vùng xung quanh. Để kỉ niệm và tôn vinh ngôi trường này, thị trưởng Trần Văn Lai đã cho đổi tên quảng trường thành Đông Kinh Nghĩa Thục vào năm 1945. Đôi khi, quảng trường này còn được người dân Hà Nội gọi là Đài Phun nước Bờ Hồ.
Theo một nguồn tin ghi nhận, quảng trường Đông kinh Nghĩa Thục còn từng là cột đồng hồ trước khi trở thành đài phun nước như hiện nay. Tháng 5 năm 2010, trước khi Đại Lễ kỉ niệm 1000 năm Thăng Long – Hà Nội được diễn ra, nhà sử học Đinh Xuân Lâm từng đề xuất với lãnh đạo thành phố Hà Nội cho xây dựng tượng đài tưởng niệm Lương Văn Can, người đứng đầu trong phong trào cách mạng Đông Kinh Nghĩa Thục tại chính giữa quảng trường.
Năm 2013, một cuộc thi về ý tưởng kiến đã được tổ chức với mục tiêu nhằm đưa ra phương án cho việc khôi phục Quảng trường Đông Kinh Nghĩa Thục và phố Hàng Đào. Theo đó cuộc thi này được mở ra nhằm thu thập các ý tưởng kiến trúc đáp ứng được việc khôi phục cảnh quan đô thị, kiến trúc, giao thông nhưng tiêu chí bắt cuộc là vẫn giữ được yếu tố kinh doanh và thủ công một cách chặt chẽ với việc sử dụng không gian công cộng. Sau cùng, có 1 phương án đã đạt giải Nhất, còn lại là 1 giải Nhì, 1 giải Ba và 3 giải khuyến khích.
Năm 2017, một tuyến xe buýt 2 tầng ở Hà Nội sẽ có lộ trình từ Quảng trường Đông Kinh Nghĩa Thục đến Quảng trường Nhà hát Lớn với 14 điểm dừng đỗ được lên kế hoạch. Tuyến xe này chính thức khai trương vào ngày 30 tháng 5 năm 2018.

## Kiến trúc

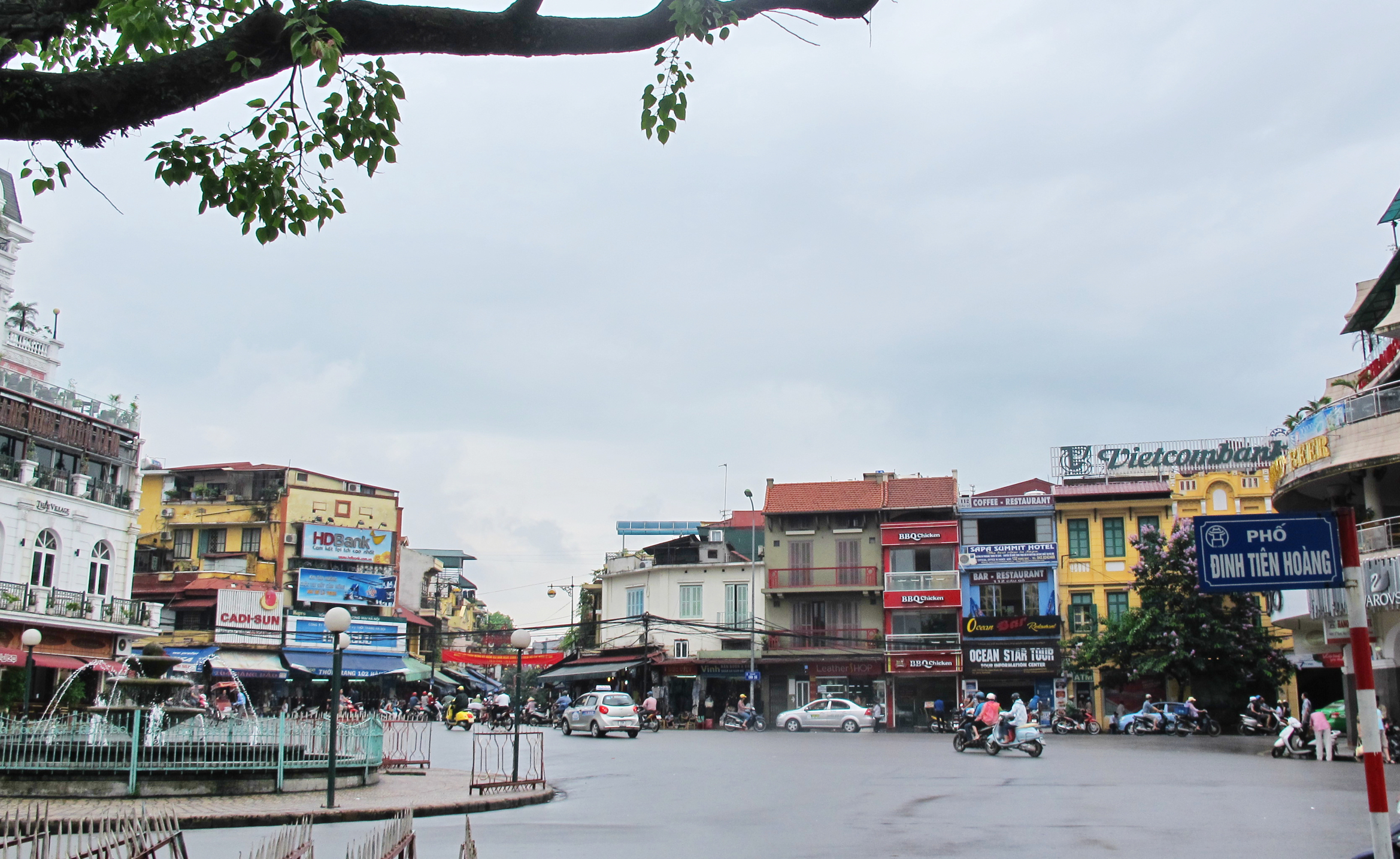
Một góc quảng trường Đông Kinh Nghĩa Thục

Quảng trường Đông Kinh Nghĩa Thục cũng là nơi điều tiết giao thông của những con đường Hàng Ngang, Hàng Đào, Lương Văn Can, Hàng Gai, Lê Thái Tổ, Đinh Tiên Hoàng. Tạp chí Kiến trúc của Hội Kiến trúc sư Việt Nam đã đưa ra nhận định những quảng trường quan trọng tại Hà Nội như Quảng trường Cách mạng tháng Tám, Quảng trường Đông kinh Nghĩa thục hay Quảng trường 1-5 đều gặp phải hạn chế "thiếu sự đa dạng về hình thái không gian và sự đơn điệu trong chức năng của quảng trường", qua đó đã làm giảm đi đáng kể sức hút của các không gian công cộng.
Đài phun nước tại Quảng trường Đông Kinh Nghĩa Thục được thiết kế đơn giản. Rào chắn cũ được dỡ bỏ, thay vào đó được trang bị các thiết bị phun nước hiện đại cùng hệ thống đèn LED chiếu sáng. Trong các sự kiện lớn của Việt Nam hay các ngày lễ, tết, đài phun nước này còn được trang trí bằng hoa tươi hoặc gắn thêm những hệ thống trang trí.

## Di sản

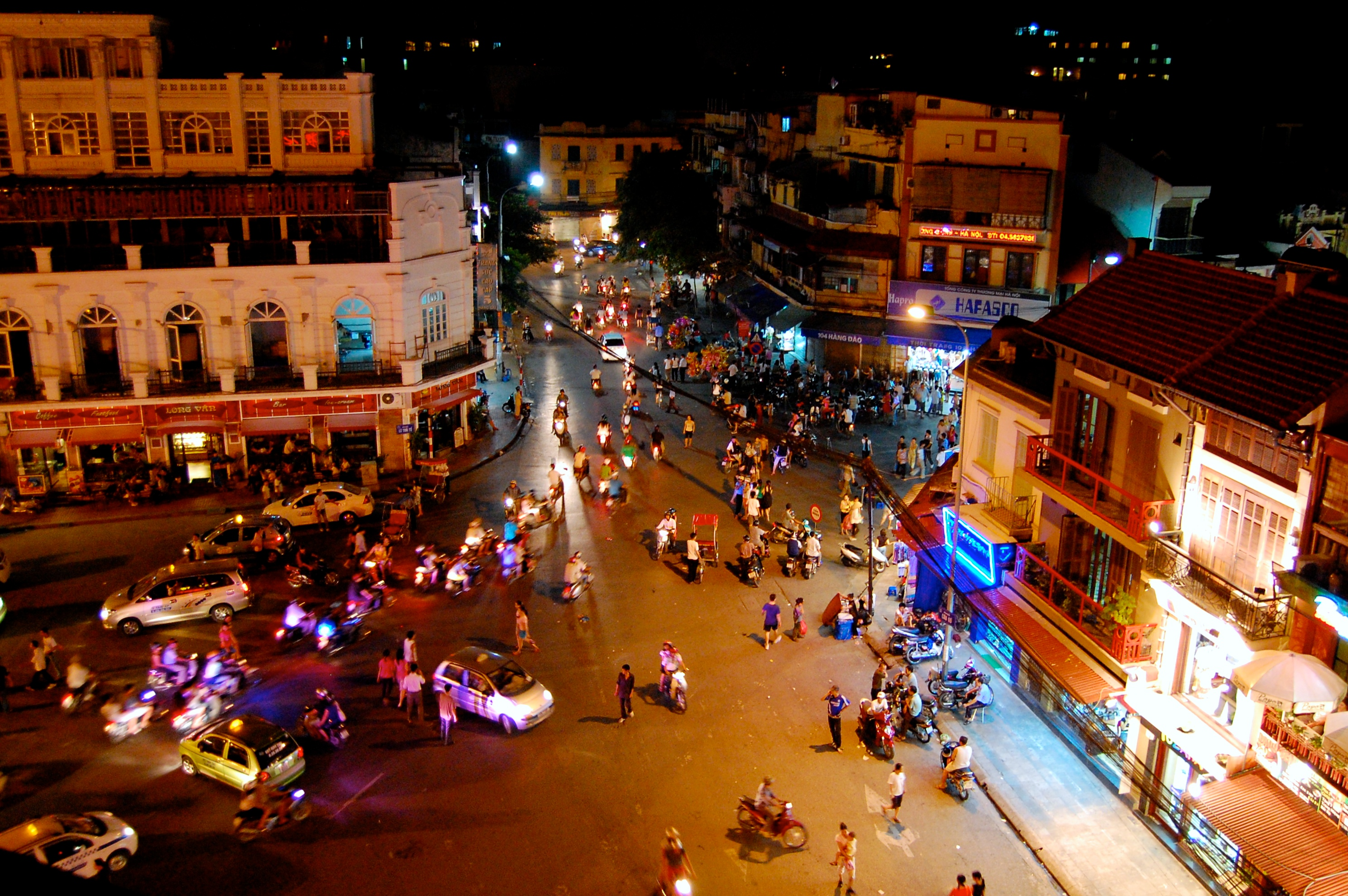
Quảng trường Đông Kinh Nghĩa Thục nhìn từ trên cao

Hiện nay, khu vực quảng trường Đông Kinh Nghĩa Thục đã trở thành một phần của phố đi bộ Hồ Gươm, là nơi thường xuyên diễn ra các sự kiện văn hóa, nghệ thuật lớn của thành phố, thu hút sự tham gia của đông đảo người dân Hà Nội và du khách.
Quảng trường Đông Kinh Nghĩa Thục thường là địa điểm tụ họp cho việc xem bắn pháo hoa đêm giao thừa, cũng là nơi thu hút nhiều người trẻ trong những ngày lễ hội trọng đại của Hà Nội và Việt Nam. Quảng trường này cũng được nhận định là một phần của "di sản sống", là không gian mở cho đời sống nhân dân và hoạt động văn hóa tại thành phố Hà Nội.

### Danh sách một số sự kiện
Danh sách này không đầy đủ, bạn cũng có thể giúp mở rộng danh sách.
| Thời gian   | Thời gian | Sự kiện                                  | Số người tham gia        | Tham khảo     |
| ----------- | --------- | ---------------------------------------- | ------------------------ | ------------- |
| 31 tháng 12 | Năm 2016  | Chào đón năm mới 2017                    | Khoảng hơn 400.000 người | [ 9 ]         |
| 10 tháng 9  | Năm 2022  | Lễ hội văn hóa đèn lồng Việt - Hàn       |                          | [ 10 ] [ 11 ] |
| 18 tháng 9  | Năm 2022  | The Chill Fest                           |                          | [ 12 ]        |
| 24 tháng 12 | Năm 2022  | The Chill Fest                           |                          | [ 13 ]        |
| 31 tháng 12 | Năm 2022  | Herbalife Nutrition Countdown Night 2023 |                          | [ 14 ]        |

## Sự việc liên quan
Năm 2014, đứng trước lo ngại việc xây dựng Trung tâm văn hóa Hồ Gươm sẽ ảnh hưởng kiến trúc Quảng trường Đông Kinh Nghĩa Thục, lãnh đạo quận Hoàn Kiếm khẳng định khu vực này chưa được công nhận di tích văn hóa và công trình nằm ngoài phạm vi di tích Hồ Gươm. Bộ Văn hóa, Thể thao và Du Lịch Việt Nam cũng cho rằng phương án kiến trúc công trình Trung tâm thông tin văn hóa hồ Gươm "không ảnh hưởng xấu tới cảnh quan chung, phù hợp với kiến trúc chung của khu vực" bất chấp các ý kiến trái chiều. Đại biểu Quốc hội Dương Trung Quốc cũng đã lên tiếng phản đối công trình này, Chủ tịch Hội Quy hoạch Phát triển đô thị Việt Nam cũng khẳng định "chưa bao giờ được Sở Quy hoạch Kiến trúc Hà Nội và Ủy ban Nhân dân quận Hoàn Kiếm xin ý kiến về công trình này". Dù vậy, sau đó 1 tuần, có thông tin tuyên bố công trình Trung tâm Thông tin văn hóa Hồ Gươm không nằm trong khu Di tích đặc biệt Hồ Gươm nên không cần phải xin ý kiến.
Tết Nguyên đán năm 2016, đài hoa trang trí tại quảng trường Đông Kinh Nghĩa Thục bị trang trí những cột sắt gắn hoa giả và hệ thống đèn led nhấp nháy được cho là "kỳ quặc", gây nên sự phản ánh gay gắt từ cộng đồng và bị buộc phải tháo dỡ.
Năm 2022, một người bán hàng rong trên vỉa hè quảng trường Đông Kinh Nghĩa Thục đã bán đồ ăn với giá quá cao so với giá trị thực, sau đó người này đã bị tố cáo lên công an quận Hoàn Kiếm và bị xử phạt.